# Al-Hilal Saudi Football Club
O Al-Hilal Saudi Football Club (em árabe: نادي الهلال السعودي), ou simplesmente Al-Hilal, é um clube multi-esportivo de Riade, na Arábia Saudita. O clube compete na Saudi Pro League. Eles são o clube mais condecorado da Ásia, ganhando 70 troféus oficiais. Eles também detêm o recorde de mais troféus continentais na Ásia, bem como um recorde de 19 títulos nacionais.
É o clube de maior torcida do país, considerado como o "Clube dos príncipes". O nome Al-Hilal significa "Lua Crescente" em árabe. Também é conhecido nacionalmente de Al-Zaeem, em tradução livre do saudita para o português significa "O Patrão".
Em 2023, o Fundo de Investimento Público do país passou a ser dono de 75% do capital do Al-Hilal, assumindo o controle da diretoria. Em agosto, anunciaram a contratação do astro brasileiro de futebol Neymar. Em 2024, alcançou o recorde mundial de 34 vitórias consecutivas.

## História
A equipe foi fundada em 16 de outubro de 1957, ela é uma das quatro equipes que participaram de todas as edições do Campeonato Saudita desde a sua criação, em 1976.
Em setembro de 2009, o Al-Hilal foi premiado com o melhor clube asiático do século XX pela IFFHS.
Em 7 de novembro de 2009, Nawaf al Abed, jogador então recém promovido ao time principal do Al-Hilal, foi o autor do gol mais rápido da história do futebol, aos dois segundos do jogo contra o Al-Shoalah, pela Copa do Príncipe Faisal bin Fahad Sub-23, superando o gol do atacante brasileiro Fred na Copa São Paulo de Futebol Júnior de 2003. O jogador chutou do meio-campo logo após receber o primeiro toque na bola de seu companheiro de equipe.
O Al-Hilal estreou na Copa do Mundo de Clubes da FIFA em 2019, quando derrotou o Espérance de Tunis por 1 a 0 nas quartas de final, mas acabou perdendo nas semifinais para o Flamengo por 3 a 1. Na disputa pelo terceiro lugar, perdeu nos pênaltis para o Monterrey do México, após um empate em 2 a 2 no tempo regulamentar.
Em 2022, o clube voltou a participar da competição mundial na edição de 2021, tendo goleado o Al-Jazira por 6 a 1 nas quartas de final. No entanto, foi derrotado nas semifinais pelo Chelsea, da Inglaterra, por 1 a 0, e perdeu novamente na disputa pelo terceiro lugar, desta vez sendo goleado pelo Al-Ahly por 4 a 0.
O Al-Hilal teve sua terceira oportunidade na Copa do Mundo de Clubes da FIFA de 2022, que foi realizada em fevereiro de 2023. Nas quartas de final, derrotou o Wydad Casablanca nos pênaltis após um empate em 1 a 1 no tempo regulamentar, e avançou para as semifinais, onde enfrentou o Flamengo em uma "revanche". Desta vez, o clube saudita saiu vencedor por 3 a 2, garantindo sua primeira vaga na final da competição. No entanto, acabou sendo derrotado pelo Real Madrid pelo placar de 5 a 3 na grande final.

### Compra do Al-Hilal e Reformulação do Elenco
Em 2023, o Fundo de Investimento Público do país passou a ser dono de 75% do capital do Al-Hilal, assumindo o controle da diretoria. Em agosto de 2023, o Al-Hilal contratou o astro brasileiro Neymar por € 90 milhões, a contratação mais cara de um clube asiático e não-europeu da história, outras contratações de destaque em 2023 incluíram Malcom (€ 60 milhões), Rúben Neves (€ 55 milhões), Aleksandar Mitrović (€ 52,6 milhões), Sergej Milinković-Savić (€ 40 milhões), Renan Lodi (€ 23 milhões), Kalidou Koulibaly (€ 23 milhões) e Yassine Bounou. (€ 21 milhões) Em 27 de agosto de 2024, João Cancelo foi contratado pelo Al-Hilal por € 25 milhões. Já em 2 de setembro do mesmo ano, o clube anunciou a contratação do atacante Marcos Leonardo por € 40 milhões. Em 2025, em 31 de janeiro, Neymar saiu do clube por custo zero para o Santos, time brasileiro

### Mundial de Clubes
Em 2025, o Al-Hilal foi um dos clubes selecionados para participar do novo formato do Mundial de Clubes da FIFA, integrando o Grupo H. Na sua estreia, empatou em 1 a 1 com o Real Madrid, com gol de Rúben Neves. No segundo jogo, empatou por 0 a 0 contra o Red Bull Salzburg. No terceiro e último jogo do grupo H  enfrentaram o Pachuca, ganhando por 2 a 0, se classificando para as oitavas.

### Oitavas de final
Nas oitavas do mundial, derrotaram o Manchester City por 4 a 3 na prorrogação, classificando para a próxima fase. Foi também a 1ª vez que um time do continente asiático derrotou um europeu na história dos mundiais.

### Quartas de finais
O confronto entre Al-Hilal e Fluminense teve início com um minuto de silêncio em homenagem a Diogo Jota e André Silva. Durante a partida, o Al-Hilal foi eliminado pelo Fluminense com o placar de 2–1. Marcos Leonardo marcou para o Al-Hilal, enquanto Martinelli e Hércules garantiram a vitória para o time brasileiro.

## Rivalidades

### Clássico Saudita
Al-Hilal tem uma longa rivalidade com Al-Ittihad. Desde o início da competição nacional, os clubes foram vistos como representantes de duas cidades rivais: Riade e Gidá. Os jogos entre os dois são frequentemente chamados de "Clássico Saudita". Após o sucesso do Al-Hilal na Ásia, quando ganharam duas Liga dos Campeões da AFC em 1991 e 2000, o Al-Ittihad venceu-a duas vezes seguidas, em 2004 e 2005. A maior vitória do clássico foi quando o Al-Hilal derrotou o Al-Ittihad por 5 a 0 na liga saudita em dezembro de 2009.

### Dérbi de Riade
Outra rivalidade é com os vizinhos Al-Nassr, chamado Dérbi de Riade. O primeiro encontro entre as duas equipes foi realizado em 1958 e terminou com uma vitória amistosa por 1 a 0 para o Al-Nassr, enquanto o primeiro encontro oficial foi em 1964, dentro das eliminatórias da Copa do Rei, que foram disputadas em um sistema de liga no nível de cada região e terminou em um empate por 1 a 1.
Majed Abdullah é o jogador com mais gols no clássico com 21 gols e Najib Al-Imam é o jogador estrangeiro que mais goleou com 7 gols.

## Tríplice Coroa Saudita 2024
Em 2024, o Al-Hilal conquistou a Tríplice Coroa Saudita ao vencer a Liga Profissional Saudita, a Copa do Rei da Arábia Saudita e a Supercopa Saudita na mesma temporada. A equipe, comandada pelo técnico português Jorge Jesus, teve como destaques os atacantes Marcos Leonardo, Aleksandar Mitrović e o meia Sergej Milinkovic-Savic e o ponta Malcom, consolidando-se como o clube mais dominante do futebol saudita naquele ano.
- Liga Saudita 2023–24: sagrou-se campeão com três rodadas de antecedência, ficando 12 pontos à frente do vice-líder, encerrando o campeonato sem perder, com 29 vitórias em 31 jogos[25]
- Copa do Rei (King Cup) 2024: venceu o Al-Nassr na final por 5–4 nos pênaltis após empate por 1–1 no tempo normal e prorrogação[26]
- Supercopa Saudita 2024: derrotou o Al-Nassr por 4–1 na final, conquistando o quinto título na história da competição .

A equipe foi comandada pelo técnico Jorge Jesus, que assumiu no início da temporada e liderou o clube em uma fase invicta de 34 vitórias consecutivas em todas as competições, estabelecendo recorde mundial sob sua direção.
Com essas conquistas, o clube confirmou sua hegemonia no futebol nacional e alcançou a sua segunda Tríplice Coroa, depois de ter realizado o mesmo feito em 2005.

## Títulos
| CONTINENTAIS              | CONTINENTAIS | CONTINENTAIS | CONTINENTAIS |
| Competição                | Títulos      | Temporadas |              |
| ------------------------- | ------------ | --- | ------------ |
| Liga dos Campeões da AFC  | 4            | 1991, 2000, 2019, 2021                                                                                           |              |
| Recopa Asiática           | 2            | 1997, 2002 |              |
| Supercopa Asiática        | 2            | 1997, 2000 |              |
| INTERNACIONAIS            |              | |              |
| Competição                | Títulos      | Temporadas |              |
| Liga dos Campeões Árabes  | 2            | 1994, 2005 |              |
| Recopa Árabe              | 1            | 2000 |              |
| Supercopa Árabe           | 1            | 2001 |              |
| Copa do Golfo             | 2            | 1986, 1998 |              |
| NACIONAIS                 |              | |              |
| Competição                | Títulos      | Temporadas |              |
| Campeonato Saudita        | 19           | 1977, 1979, 1985, 1986, 1988, 1990, 1996, 1998, 2002, 2005, 2008, 2010, 2011, 2017, 2018, 2020, 2021, 2022, 2024 |              |
| Copa do Rei               | 11           | 1961, 1964, 1980, 1982, 1984, 1989, 2015, 2017, 2020, 2023, 2024                                                 |              |
| Copa da Coroa do Príncipe | 13           | 1964, 1995, 2000, 2003, 2005, 2006, 2008, 2009, 2010, 2011, 2012, 2013, 2016                                     |              |
| Supercopa Saudita         | 5            | 2015, 2017, 2021, 2023, 2024                                                                                     |              |
| Copa da Federação         | 7            | 1987, 1990, 1993, 1996, 2000, 2005, 2006                                                                         |              |
| Taça da Fundação          | 1            | 1999 |              |

Legenda
 Campeão invicto

### Outras campanhas de destaque
- Copa do Mundo de Clubes da FIFA
  - Vice-campeão (1): 2022
  - Quarto lugar (2): 2019, 2021
- Campeonato Afro-Asiático de Clubes
  - Vice-campeão (1): 1992

## Recordes

### Recorde asiático e mundial de vitórias seguidas
Sob o comando do treinador português Jorge Jesus, o Al-Hilal bateu o recorde asiático de maior número de vitórias consecutivas em 2023. A equipe da Arábia Saudita terminou o ano com uma sequência de 20 vitórias.
Em março de 2024, a equipe árabe conquistou 28 vitórias consecutivas, superando também o recorde mundial de maior número de vitórias seguidas na história do futebol, que pertencia ao The New Saints, do País de Gales, que conseguiu 27 vitórias seguidas em 2016.
No dia 17 de abril de 2024, a sequência de vitórias da equipe saudita encerrou-se após a derrota de 4 a 2 diante do Al Ain, dos Emirados Árabes Unidos, em partida válida pela Liga dos Campeões da Ásia. Ao todo, o Al Hilal conseguiu 34 vitórias consecutivas.
| Vitória | Data       | Jogo                            | Competição                 |
| ------- | ---------- | ------------------------------- | -------------------------- |
| 1       | 25/09/2023 | Al-Jabalain 0–1 Al-Hilal        | Campeonato Saudita         |
| 2       | 29/09/2023 | Al-Hilal 2–0 Al-Shabab          | Copa do Rei                |
| 3       | 03/10/2023 | Nassaji Mazandaran 0–3 Al-Hilal | Liga dos Campeões Asiática |
| 4       | 07/10/2023 | Al-Akhdoud 0–3 Al-Hilal         | Campeonato Saudita         |
| 5       | 20/10/2023 | Al-Hilal 1–0 Al-Khaleej         | Campeonato Saudita         |
| 6       | 23/10/2023 | Al-Hilal 6–0 Mumbai City        | Liga dos Campeões Asiática |
| 7       | 27/10/2023 | Al-Hilal 3–1 Al-Ahli            | Campeonato Saudita         |
| 8       | 30/10/2023 | Al-Hilal 3–0 Al-Hazem           | Copa do Rei                |
| 9       | 03/11/2023 | Al-Fateh 0–2 Al-Hilal           | Campeonato Saudita         |
| 10      | 06/11/2023 | Mumbai City 0–2 Al-Hilal        | Liga dos Campeões Asiática |
| 11      | 10/11/2023 | Al-Hilal 2–0 Al-Taawon          | Campeonato Saudita         |
| 12      | 25/11/2023 | Al-Hazem 0–9 Al-Hilal           | Campeonato Saudita         |
| 13      | 28/11/2023 | Navbahor 0–2 Al-Hilal           | Liga dos Campeões Asiática |
| 14      | 01/12/2023 | Al-Hilal 3–0 Al-Nassr           | Campeonato Saudita         |
| 15      | 04/12/2023 | Al-Hilal 2–1 Nassaji Mazandaran | Liga dos Campeões Asiática |
| 16      | 08/12/2023 | Al-Tai 1–2 Al-Hilal             | Campeonato Saudita         |
| 17      | 11/12/2023 | Al-Hilal 3–0 Al-Taawon          | Copa do Rei                |
| 18      | 15/12/2023 | Al-Hilal 2–0 Al-Wehda           | Campeonato Saudita         |
| 19      | 21/12/2023 | Al-Hilal 7–0 Abha               | Campeonato Saudita         |
| 20      | 29/12/2023 | Al-Fayha 0–2 Al-Hilal           | Campeonato Saudita         |
| 21      | 15/02/2024 | Sepahan 1-3 Al Hilal            | Liga dos Campeões Asiática |
| 22      | 18/02/2024 | Al Hilal 3-1 Al Raed            | Campeonato Saudita         |
| 23      | 22/02/2024 | Al Hilal 3-1 Sepahan            | Liga dos Campeões Asiática |
| 24      | 26/02/2024 | Al Ettifaq 0-2 Al Hilal         | Campeonato Saudita         |
| 25      | 01/03/2024 | Al Hilal 3-1 Al Ittihad         | Campeonato Saudita         |
| 26      | 05/03/2024 | Al Hilal 2-0 Al Ittihad         | Liga dos Campeões Asiática |
| 27      | 08/03/2024 | Al Riyadh 1-3 Al Hilal          | Campeonato Saudita         |
| 28      | 12/03/2024 | Al Ittihad 0-2 Al Hilal         | Liga dos Campeões Asiática |
| 29      | 16/03/2024 | Al Hilal 2-1 Dhamk              | Campeonato Saudita         |
| 30      | 30/03/2024 | Al Shabab 3-4 Al Hilal          | Campeonato Saudita         |
| 31      | 02/04/2024 | Al Hilal 3-0 Al Akhdoud         | Campeonato Saudita         |
| 32      | 05/04/2024 | Al Khaleej 1-4 Al Hilal         | Campeonato Saudita         |
| 33      | 08/04/2024 | Al Hilal 2-1 Al Nassr           | Supercopa Saudita          |
| 34      | 11/04/2024 | Al Ittihad 1-4 Al Hilal         | Supercopa Saudita          |

### Jogadores com mais partidas
Fonte: [carece de fontes?]
|    | Jogador              | Partidas |
| -- | -------------------- | -------- |
| 1  | Mohammad Al-Shalhoub | 481      |
| 2  | Salem Al-Dawsari     | 451      |
| 3  | Yasser Al-Shahrani   | 393      |
| 4  | Salman Al-Faraj      | 372      |
| 5  | Abdullah Al-Zoari    | 312      |
| 6  | Yasser Al-Qahtani    | 285      |
| 7  | Mohammed Al-Breik    | 283      |
| 8  | Nawaf Al-Abed        | 260      |
| 9  | Abdullah Al-Mayouf   | 251      |
| 10 | Mohamed Kanno        | 223      |

### Jogadores com mais gols
Fonte: [carece de fontes?]
|    | Jogador               | Gols |
| -- | --------------------- | ---- |
| 1  | Yasser Al-Qahtani     | 129  |
| 2  | Salem Al-Dawsari      | 121  |
| 3  | Bafétimbi Gomis       | 116  |
| 4  | Mohammad Al-Shalhoub  | 90   |
| 5  | Eduardo               | 81   |
| 6  | Nasser Al-Shamrani    | 68   |
| 7  | Sami Al-Jaber         | 60   |
| 8  | Thiago Neves          | 59   |
| 9  | Odion Ighalo          | 43   |
| 10 | Christian Wilhelmsson | 43   |

### Jogadores com mais assistências
Fonte: [carece de fontes?]
|    | Jogador               | Assist. |
| -- | --------------------- | ------- |
| 1  | Mohammad Al-Shalhoub  | 84      |
| 2  | Salem Al-Dawsari      | 73      |
| 3  | Mohammed Al-Burayk    | 46      |
| 4  | Nawaf Al-Abed         | 45      |
| 5  | Christian Wilhelmsson | 44      |
| 6  | Yasser Al-Shahrani    | 40      |
| 7  | Salman Al-Faraj       | 37      |
| 8  | André Carrillo        | 34      |
| 9  | Thiago Neves          | 34      |
| 10 | Yasser Al-Qahtani     | 29      |